# Germán Gutiérrez
Germán Gutiérrez é um ator mexicano.

## Filmografia

### Televisão
- Por amar sin ley (2018) .... Sr. Ramos
- Papá a toda madre (2017-2018)
- El vuelo de la Victoria (2017)... Armando
- Mujeres de negro (2016)
- Pasión y poder (2015-2016) .... Marcos
- A que no me dejas (2015) .... Arturo
- Muchacha italiana viene a casarse (2014-2015)
- Qué pobres tan ricos (2013-2014) .... Médico
- Quiero amarte (2013) .... Mariano
- Mentir para vivir (2013) .... Ezequiel Santos
- Amores verdaderos (2012-2013) .... Felipe Guzmán (Jovem)
- La que no podía amar (2011) .... Ulises Hernández
- La fuerza del destino (2011)
- Atrévete a soñar (2009) .... Treinador
- Juro que te amo (2008-2009) .... Dr. Alejandro Rangel
- La madrastra (2005) .... Dr. Huerta
- Misión S.O.S. (2004) .... Sacerdote
- Corazones al límite (2004) .... Zack Cisneros
- Amarte es mi pecado (2004) .... Osvaldo Quintero
- Así son ellas (2002) .... Patricio Bolestáin
- Siempre te amaré (2000) .... Fausto Berriozábal
- Cuento de Navidad (2000) .... Convidado da festa de Jaime
- Sin ti (1997) .... César
- Pueblo chico, infierno grande (1997) .... Baldomero "Baldo" Irepán Ruán
- La culpa (1996) .... Víctor
- Acapulco, cuerpo y alma (1995) .... Pablo
- Imperio de cristal (1994-1995) .... Claudio Lombardo
- Más allá del puente (1994) .... Hugo
- Buscando el paraíso (1993)
- Entre la vida y la muerte (1993) .... Dante
- De frente al sol (1992) .... Hugo

## Prêmios e indicações

### TVyNovelas
| Ano  | Categoria           | Telenovela         | Resultado |
| ---- | ------------------- | ------------------ | --------- |
| 1995 | Melhor ator juvenil | Imperio de cristal | Venceu    |